# Tercer Circuito de Cortes de Apelaciones de los Estados Unidos
El Tercer Circuito de Cortes de Apelaciones de los Estados Unidos es una corte federal con jurisdicción sobre las apelaciones de las cortes de distrito de los siguientes distritos federales:
- Distrito de Delaware
- Distrito de Nueva Jersey
- Distrito Este de Pensilvania
- Distrito Centro de Pensilvania
- Distrito Oeste de Pensilvania

Tiene también jurisdicción sobre las apelaciones de las Cortes de Distrito de las Islas Vírgenes, la cual, a pesar de su nombre, es un territorio jurisdiccional que no pertenece a ningún distrito federal.
- Datos: Q250438
- Multimedia: United States Court of Appeals for the Third Circuit / Q250438